# Beratung
Unter einer Beratung (oder auch Konsultation, von lateinisch consultatio; zugehöriges Verb konsultieren) wird im Allgemeinen eine Form des Gesprächs bzw. der Kommunikation verstanden, also ein Beratungsgespräch (englisch consultation). Je nach Ziel, Format und Thema sind Beratungsgespräche unterschiedlich aufgebaut und strukturiert. Üblicherweise findet Beratung mündlich statt, auch telefonisch oder über Videokonferenzen (von zwei oder mehr Personen), seltener auch schriftlich etwa mit Hilfe von E-Mail, Chats oder Briefen. Ziel von Beratung kann darin bestehen, Informationen weiterzugeben, den Adressaten zu einer bestimmten Handlung oder einem Unterlassen zu bewegen oder ihn bei der Bearbeitung von Problemen, der Klärung von Themen oder der Entscheidungsfindung zu unterstützen.
Personen, die Beratung häufig anbieten, werden auch mit dem Nomen Agentis Berater sowie Konsultant oder auch (englisch ausgesprochen) Consultant (aus dem englischen consultant entlehnt) bezeichnet. In Österreich und in der Schweiz wird auch die Bezeichnung Konsulent verwendet.

## Herkunft
Das Wort Beratung stammt aus dem althochdeutschen râtan, was „beraten“, „helfen“, „ratschlagen“ oder „einen Rat erteilen“ bedeutet. Es beinhaltet den Rat als das aus einer Überlegung hervorgehende, an jemand gerichtete Urteil. Bereits im Althochdeutschen wurde Rat auch im Sinne von Beratung oder „beratende Versammlung“ gebraucht, woraus sich die Komposita Familienrat, Stadtrat oder Rathaus entwickelten. Der Ratschlag wiederum ist die „unmittelbar an eine Person gerichtete Sprechhandlung“. Das Wort stammt aus dem althochdeutschen Verb râtslagôn, was so viel bedeutet wie „einen Kreis für die Beratung ziehen“.

## Allgemeines
Beteiligte an einer Beratung sind der Berater und der Beratene, die jeweils natürliche Personen oder Organisationen sein können oder Beteiligte sind alle Gemeinsamberatende. Die Berufsbezeichnung Berater ist nicht gesetzlich geschützt und wird oft auch in ehrenamtlichen Prozessbegleitungen verwendet. Insbesondere in der Wirtschaft und im Management wird der Begriff oft mit dem annähernden englischen Äquivalent Consulting umschrieben, das ebenfalls nicht geschützt ist. In diesen Sektor gehören insbesondere Unternehmensberatung, Management Consulting und IT-Beratung.
Beratung kann als ein Schema der Kommunikation verstanden werden, das relativ frei verfügbar ist und in vielen unterschiedlichen Situationen gewählt werden kann. Es ist die Kommunikation einer Gruppe, die zu einer gemeinsam akzeptierten Handlungsentscheidung findet oder sich über die Bestimmung oder Beurteilung eines Sachverhalts einigen möchte.

## Abgrenzungen
Der Beratene kann am Ende der Beratung entscheiden, ob er den Rat annimmt und welches Verhalten er jetzt wählt. Dies unterscheidet die Beratung von Belehrung und Betreuung. Während der Beratene bei der Belehrung eine bestimmte Sichtweise zu berücksichtigen hat, muss er bei der Betreuung Fremdentscheidungen des Beraters hinnehmen. Zu unterscheiden ist ferner zwischen Auskunft (englisch information), Empfehlung (englisch recommendation), Ratschlag (englisch advice) und gemeinsam gefundenem Entscheid (englisch decision). Auskunft ist die vom Anfragenden erbetene Mitteilung von Tatsachen, Empfehlung ist der Vorschlag eines bestimmten Verhaltens als im Interesse des Beratenen liegend. Im Vergleich zur Beratung fehlt der bloßen Empfehlung das Werturteil. Beide können den Willen des Adressaten beeinflussen, bei der Beratung ist diese Funktion jedoch stärker. Der Ratschlag ist eine meistens unverbindliche, in der Regel verbale Empfehlung.
Beratung kann im Speziellen auch ein Verfahren sein, bei dem es keine Beratenen gibt, sondern alle Anwesenden gleichberechtigt miteinander beraten, z. B. bei der Baha'i-Beratung.

## Rechtsfragen
Beratung ist die Erklärung von Tatsachen einschließlich der Darstellung und Bewertung von Entscheidungsalternativen. Die Beratung umfasst sowohl eine Eigenbewertung des Beraters als auch – unter Berücksichtigung der persönlichen Verhältnisse des Beratenen – eine Empfehlung, die in eine Kauf-, Verkauf-, Halteempfehlung oder sonstige Entscheidung durch den Beratenen mündet. Eine unentgeltliche Gefälligkeitsauskunft zieht als Alltagsgefälligkeit keinerlei Haftungsansprüche nach sich, auch wenn sich diese im Nachhinein als falsch erweisen sollte. Eine unentgeltliche Beratung ist ein Indiz dafür, dass kein Beratungsvertrag abgeschlossen wurde. Ein unentgeltlicher Beratungsvertrag ist ein Auftrag (§§ 662 ff. BGB), ein entgeltlicher Beratungsvertrag ist ein Geschäftsbesorgungsvertrag als Dienstvertrag (§ 675 BGB).
Ist eine derartige Beratung Gegenstand eines geschäftlichen Kontaktes zwischen Berater und Beratenem und wirkt sich auf die finanziellen Verhältnisse des Beratenen aus, so wird die Beratung zur Vertragspflicht in einem Beratungsvertrag. Die Parteien brauchen dabei ihren Willen, einen Beratungsvertrag zu schließen, nicht einmal ausdrücklich kundzutun. Von einem stillschweigenden Beratungsvertrag ist nämlich auszugehen, wenn ein Kreditinstitut mit einem Kunden ein Beratungsgespräch führt und dabei erkennen kann, dass die Beratung für den Kunden von erheblicher Bedeutung ist und er sie zur Grundlage einer Vermögensdisposition machen will. Das gilt insbesondere dann, wenn für den Rat ein Entgelt gewährt oder versprochen wurde. Das hat zur Folge, dass der Berater die Beratungshaftung für etwaige Beratungsfehler zu übernehmen hat.

## Arten
Die Beratung lässt sich wie folgt systematisieren: 
| beratendes Wirtschaftssubjekt | Beratungsart | Beratungsobjekt                                             |
| ----------------------------- | --- | ----------------------------------------------------------- |
| freie Berufe                  | Ärztliche Beratung durch Ärzte Rechtsberatung durch Rechtsanwälte Steuerberatung durch Steuerberater                               | Gesundheit Rechtsfragen Steueroptimierung                   |
| Institutionen                 | Berufsberatung durch Bundesagentur für Arbeit Sozialberatung durch Sozialverbände                                                  | Berufswahl sozialer Status                                  |
| Unternehmen                   | Anlageberatung durch Kreditinstitute Versicherungsberatung durch Versicherungsunternehmen Vermögensberatung durch Vermögensberater | Vermögen, Altersvorsorge Risikotransfer Portfoliomanagement |

Während die Beratung meist entgeltpflichtig ist (Ausnahme: Beratung durch Behörden und Lebensberatung), ist der Ratschlag in der Privatsphäre kostenlos.
Beratung kann zudem unterschieden werden nach Formaten (also der Art und Weise, wie beraten wird) und nach den Themenbereichen, denen sie sich widmet.
Zu den Beratungsformaten können zählen:
Coaching, Klientenzentrierte Beratung, Lösungsorientierte Beratung, Mediation, Neuro-Linguistisches Programmieren, Psychodynamische Beratung, Systemische Beratung, Supervision.
In einer weiten Definition können auch alle Formen des therapeutischen Gesprächs als Formen von Beratung verstanden werden.
Bezogen auf Themenbereiche können unterschieden werden:
Anlageberatung, Ärztliche Beratung, Arbeitsmarkt-, Aufsuchende Familienberatung, Bauberatung, Berufsberatung, Bewerbungsservice, Bildungsberatung, Drogenberatung, Partnerschafts- und Eheberatung, Ehevorbereitung, Energieberatung, Ernährungsberatung, Erziehungsberatung, Fallberatung, Familienberatung, Farbberatung, Feng-Shui-Beratung, Findungsprozesse, Finanzberatung, Genetische Beratung, Honorarberatung, Individualpsychologische Beratung, Jugendberatung, Personenzentrierte bzw. Komplementärberatung, Konfliktklärung, Lebensberatung, Migrantenberatung, MPU-Beratung, Organisationsberatung, Philosophische Praxis, Politikberatung, Psychologische Beratung, Psychosoziale Beratung, Rechtsberatung, Rehabilitationsberatung, Rentenberatung, Schuldnerberatung, Schulberatung und Schullaufbahnberatung, Schwangerschaftskonfliktberatung, Seelsorge, Sicherheitsberatung, Sozialberatung, Sozialarbeiterische Beratung, Soziologische Beratung, Steuerberatung, Strategieberatung, Stilberatung, Studienberatung, Verbraucherberatung, Verkehrspsychologische Beratung, Vermögensberatung, Versicherungsberatung und Weiterbildungsberatung.
Während die meisten dieser Beratungsformen freiwillig in Anspruch genommen werden, besteht bei anderen Themenbereichen eine Verpflichtung zur Beratung. Beispiele dafür sind in Deutschland die Schuldnerberatung vor der Beantragung einer Privatinsolvenz, die Beratungsregelung vor einem Schwangerschaftsabbruch, die Energieberatung für bestimmte Unternehmen oder eine Gründungsberatung bei Förderprogrammen für Existenzgründer.   
Ferner unterscheidet man auch nach dem Medium, über das die Beratung stattfindet (etwa Onlineberatung oder telefonische Beratung) sowie nach dem organisatorischen oder personellen Rahmen, in dem sie stattfindet (etwa Kollegiale Fallberatung oder Consulting).
Ist eine Beratung (anstelle eines aktiven Rat-Gebens) so gestaltet, dass Einzelpersonen oder Gruppen methodisch durch den Berater begleitet werden, um ihre Antworten selbst zu finden, Veränderungen selbst zu gestalten oder Entscheidungen (ohne inhaltliche Empfehlungen seitens des Beraters) zu treffen, spricht man auch von Prozessberatung, wohingegen die Vermittlung von Fachwissen, die Anleitung oder das Aussprechen von Empfehlungen als Fachberatung bezeichnet wird. In der Regel bestehen Beratungsformate aus einer Mischung eher prozessbezogener und eher inhaltsbezogener Beratungstätigkeit. Je nach Stil und Themenbereich kann Beratung dabei eher direktiv und ratgebend ausgerichtet sein oder eher non-direktiv, begleitend und prozessgestaltend.
Bei einigen Angeboten, die sich selbst als Beratung bezeichnen, handelt es sich eher um ein Verkaufsgespräch. Vor allem dann, wenn neben der Beratungsleistung ein weiteres Produkt angeboten oder vermittelt wird. Dies kann beispielsweise in der Finanzberatung, Immobilienberatung, Kundenberatung oder Versicherungsberatung der Fall sein, vor allem immer dann, wenn die beratende Person bei erzielten Verkaufsabschlüssen eine Vermittlungsprovision erhält.

## Beratung aus sozialwissenschaftlicher Perspektive
Der soziologische Beratungsbegriff grenzt sich durch Bedeutungsverengung von dem, was man alltagssprachlich als „Beratung“ bezeichnet, sowie von eng verwandten Phänomenen ab. Beratung im engeren Sinn ist eine Interaktionsform, die dem Wissenstransfer dient. Der Berater kann seinen Klienten Wissen – im organisationalen Kontext meist in standardisierter (best practice) und teils kommodifizierter Form – bereitstellen. Er ist jedoch fundamental auf die Selbstorganisation des Wissens seiner Klientel angewiesen, da Ratschläge erst angenommen und in die Tat umgesetzt werden müssen, um Wirksamkeit zu erlangen. Berater können daher zwar die Voraussetzungen für einen erfolgreichen Wissenstransfer modifizieren, doch können sie über einen Großteil der Erfolgsbedingungen weder verfügen noch die nötigen Voraussetzungen auf der anderen Seite kreieren. Was aus Beratung wird, entscheiden letztlich die Beratenen. Dem Beratungsprozess sind jedoch durch die Form der Beratung selbst bereits bestimmte (Sinn-)Grenzen gesetzt.

### Abgrenzung der Beratungsinteraktion von Tauschinteraktion
Anders als beim Kauf oder Verkauf von Waren, der unabhängig von Personen stattfinden kann, setzt die Beratungsinteraktion entweder die wechselseitige Kenntnis von Personen oder einen vertrauenswürdigen Titel beziehungsweise „Ruf“ (Reputation) des Beraters/Beratungsunternehmens voraus. Beratung stellt kein tauschbares Produkt mit genau spezifizierten Merkmalen dar, als Dienstleistung verändert sie sich im Verlauf des Beratungsprozesses. Was man unter Beratung versteht und welchen Gebrauchswert sie hat, bestimmt erst die konkrete Interaktion.

### Abgrenzung der Beratungsinteraktion von hierarchischer Interaktion
Aus soziologischer Perspektive kann Beratung immer nur Vorschlagscharakter haben. Wenn ein Ratschlag als Anweisung formuliert ist, verändert dies die Interaktion. Eine typische Gefährdung der Beratungsinteraktion liegt darin, Macht ins Spiel zu bringen. Zur Interaktionsform 'Beratung' gehört sowohl ein bestimmter Grad an Freiwilligkeit im Einlassen auf diese Interaktionsform als auch ein bestimmter Grad an Freiheit in der Formulierung und Annahme des Rates.
Reinhard Lay definiert Beratung als „freiwillig vereinbarte, zeitlich begrenzte und durch Gespräche geleistete Begleitung und Unterstützung bei der möglichst selbstständigen Bewältigung von schwierigen Aufgaben“.

### Abgrenzung der Beratungsinteraktion von Stellvertretungsinteraktion
Beratung kann auch keine Stellvertretungs-Interaktion sein, in der der Ratgeber seinen Rat gleich selbst in die Tat umsetzt. Sonst wäre eine Eheberatung eine sehr umstrittene Sache. Die Beratenen wollen oder müssen handeln. Deswegen brauchen sie Beratung. Das Handeln bleibt selbstbestimmt. Das heißt, Beratung ist immer subsidiär, als Hilfe zur Selbsthilfe ausgelegt. Es werden keine Entscheidungen für andere getroffen. Sollte dies im unternehmerischen Beratungsgeschäft doch der Fall sein, so findet eben keine Beratung, sondern Stellvertretungshandeln statt.

### Abgrenzung der Beratungsinteraktion von therapeutischer und pädagogischer Interaktion
Anders als Erziehung setzt Beratung Mündigkeit, Selbstständigkeit oder sogar ein „Expertentum“, zumindest aber eine „Souveränität in eigenen Belangen“ auf der Seite der Beratenen voraus. Wenn diese Voraussetzung verletzt wird, gerät die Beratung in eine Schieflage, weil sie dann dem Subsidiaritätsprinzip nicht mehr folgen kann. Das unterscheidet die Beratung von der Therapie. Letztere kann eine fehlende Souveränität in eigenen Belangen nicht nur akzeptieren, sondern setzt sie in vielen Formen sogar voraus und verstärkt sie mitunter.

### Soziologische Beratungsforschung
Erste deutschsprachige Ansätze einer kritischen Beratungsforschung oder „Soziologie der Beratung“, die den Beratungsprozess zum Forschungsgegenstand nimmt und Beratungsprozesse in Organisationen untersucht, stammen von Susanne Mingers (1996) und Hermann Iding (2000).

## Beispiele für verschiedenartige Beratungstypen
- Sachberatung: Gespräch mit dem Ziel, Wissenslücken zu füllen, kritische Aufklärung zu leisten, um am Ende fundiert zwischen Alternativen wählen und eine optimalere Entscheidung fällen (und verantworten) zu können. Ein Gespräch dieser Form ist nach dem Muster der Experten-Laien-Interaktion angelegt. Sachberatung kann von neutralen qualifizierten Einzelpersonen oder im Kontext einer Beratungsstelle angeboten werden, die gar nicht neutral sein will in Bezug auf die Inhalte, etwa eine Bank. Ihr Spektrum der Sachberatung ist nicht nur inhaltlich, sondern auch ethisch breit, und reicht von der allgemeinen Verbraucher- bis zur Rechtsberatung bei sehr speziellen Fragen.
- Erziehungsberatung: Gespräch mit dem Ziel, Eltern in schwierigen Entscheidungs-, Krisen- und Konfliktsituationen zu unterstützen, etwa bei Entwicklungs-, Anpassungs- und Lernstörungen von Kindern oder Jugendlichen; auch die so genannte Trennungs- und Scheidungsberatung gehört dazu. Neben Eltern zählen Kinder und Jugendliche zur Zielgruppe. Ein Gespräch dieser spezifischen Form findet als vergleichsweise offener kommunikativer Dialog statt, in dem u. a. Gründe und Hintergründe der vorgestellten Probleme zu finden und zu bearbeiten sind. Anders als bei der reinen Sachberatung kommen hier persönliche und intime Probleme der Ratsuchenden zur Sprache, die der allgemeinen öffentlichen Kommunikation eher entzogen sind. Sie im Hinblick auf neue Zukunftsmöglichkeiten zu besprechen, erfordert eine besondere beraterische Beziehung und Beziehungsgestaltung.
- Schuldnerberatung: Gespräch mit dem Ziel, einen tragfähigen Weg zur Entschuldung, ggf. durch entsprechend formalisierte Pläne, zu erarbeiten. Dazu sind Informationen nach dem Muster von Sachberatung von Bedeutung. Bei der Schuldnerberatung existieren aber diverse Übergänge zur psychosozialen Beratung, dann nämlich, wenn es darum geht, die psychischen und psychosozialen Hintergründe für die eingetretene Überschuldung zu thematisieren.